# Henry Lenain
Pour les articles homonymes, voir Lenain.
Henry Lenain, né le 25 juin 1869 à Paris et mort le 23 juillet 1960 à Laon (Aisne), est un homme politique français.

## Biographie
Avocat et avoué à Laon, il est maire de la ville de 1919 à 1935 et conseiller général du canton de Marle de 1919 à 1935. Il est député de l'Aisne de 1934 à 1936, inscrit au groupe de la Fédération républicaine.

## Sources
- « Henry Lenain », dans le Dictionnaire des parlementaires français (1889-1940), sous la direction de Jean Jolly, PUF, 1960 [détail de l’édition]
- Assemblée nationale, « Henry Lenain », sur Assemblee-nationale.fr, Assemblée nationale, sd (consulté le 13 décembre 2016)